# 위장전입
위장전입(僞裝轉入, 영어: address fraud)은 거주지를 실제로 옮기지 않고 주민등록법상 주소만 바꾸는 것이다. 현재 살고 있는 곳과 다른 학군의 좋은 학교에 자식을 입학시키려는 사람들이 주로 위장전입을 한다. 일부에서는 위장전입을 도덕성 문제로만 치부하지만, 위장전입은 위법성 문제도 있다. 위장전입은 주민등록법 위반으로 3년 이하 징역 또는 3000만원 이하의 벌금에 처하게 되는 범죄이다. 미국에서도 우수 학군을 찾아 위장전입을 하는 사례가 많다. 적발되면 중절도죄와 1급 문서위조죄가 적용돼 정식 재판에 회부되며 징역형까지 선고된다.

## 사례
국민의 정부 시절 2002년 장상 당시 국무총리 내정자, 장대환 당시 국무총리 후보자, 참여 정부 때에는 이헌재 당시 경제부총리, 최영도 전 인권위원장이 자신 또는 부인의 위장전입 의혹으로 자진 사퇴했다.
이명박 정부 한나라당 소속 최시중 방송통신위원장(자녀 징병검사), 현인택 통일부장관(자녀 교육), 이만의 환경부장관(자녀 교육), 김준규 검찰총장(자녀 교육), 오세빈 선관위원 후보자(부동산), 곽승준 청와대 국정기획수석(부동산) 등 현정부 국무위원과 일부 장관급 공직자, 청와대 수석비서관 등이 있다.
이귀남 법무부장관이 장남의 고교 배정과 관련해 위장전입 사실이 있었음을 인정하고 국민에게 사과했다.
2010년에 내각 개편 발표로 내정된 김태호 국무총리 임명자, 신재민 문화체육관광부 장관 임명자가 인사청문회를 통해 위장전입 사실이 드러나 이를 시인하고 물러난 바 있다.
문재인 정부 시절 더불어민주당 소속 강경화, 이낙연, 김상조 모두 주민등록법 37조 3항을 위반한 위장전입 전과자들이다. 이들은 위장전입 사실이 드러났음에도 물러나지 않았다.

## 관련 법
주민등록법은 위장전입에 대해 3년 이하 징역 또는 3000만원 이하의 벌금에 처하고 있다.
이 부분의 본문은 대한민국 주민등록법을 참고.
그밖에 서울시 교육청의 ‘2010학년도 고등학교 전형요강’을 보면 ‘서울지역 일반계고에 배정된 학생이 거주지를 속인 것이 확인되면 실제 거주지 학교로 재배정한다’고 되어있다.

## 같이 보기
- 주민등록법